# Aeonium mascaense
Aeonium mascaense är en fetbladsväxtart som beskrevs av D. Bramwell. Aeonium mascaense ingår i släktet Aeonium och familjen fetbladsväxter. Inga underarter finns listade i Catalogue of Life.

## Bildgalleri

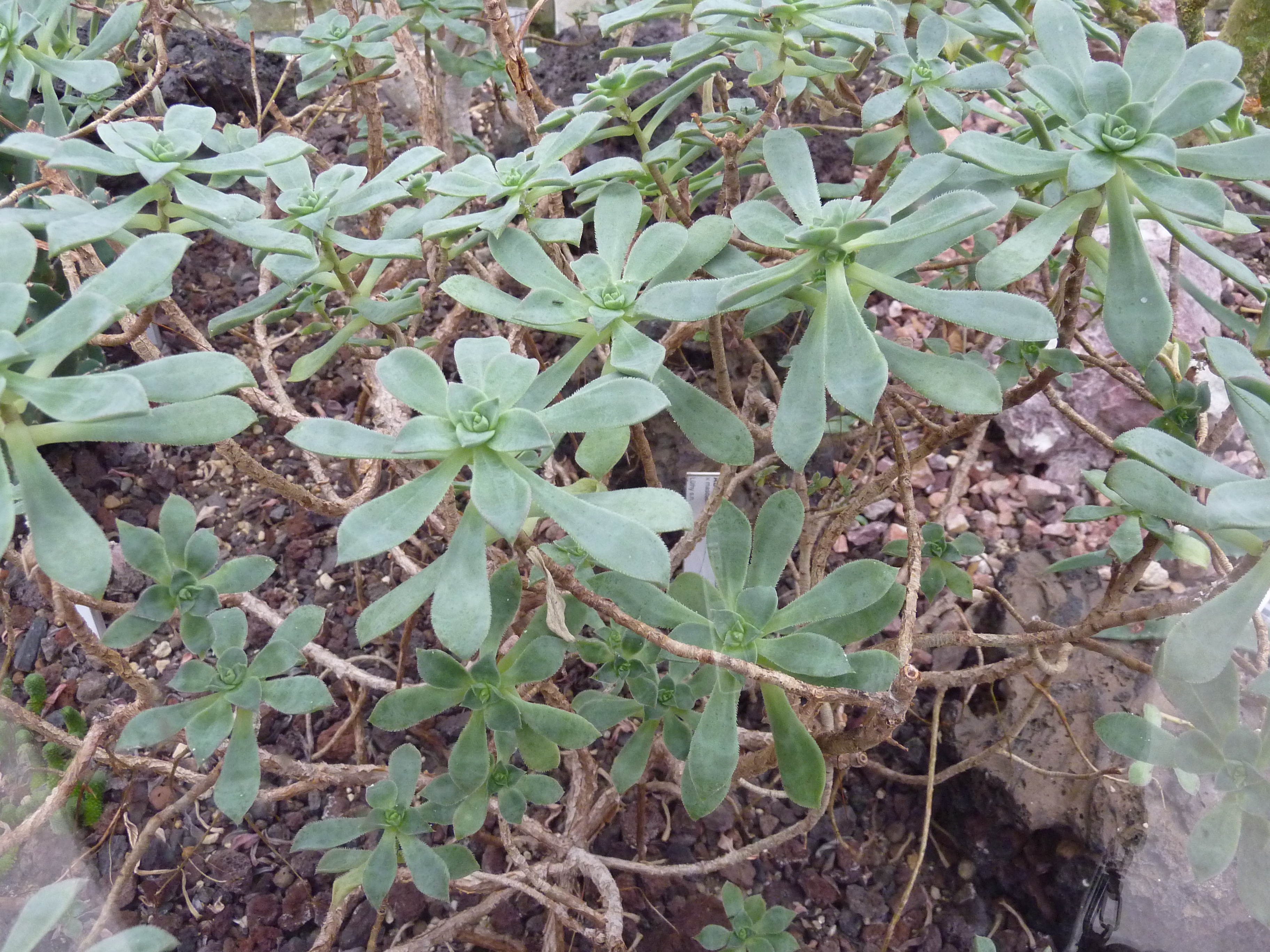
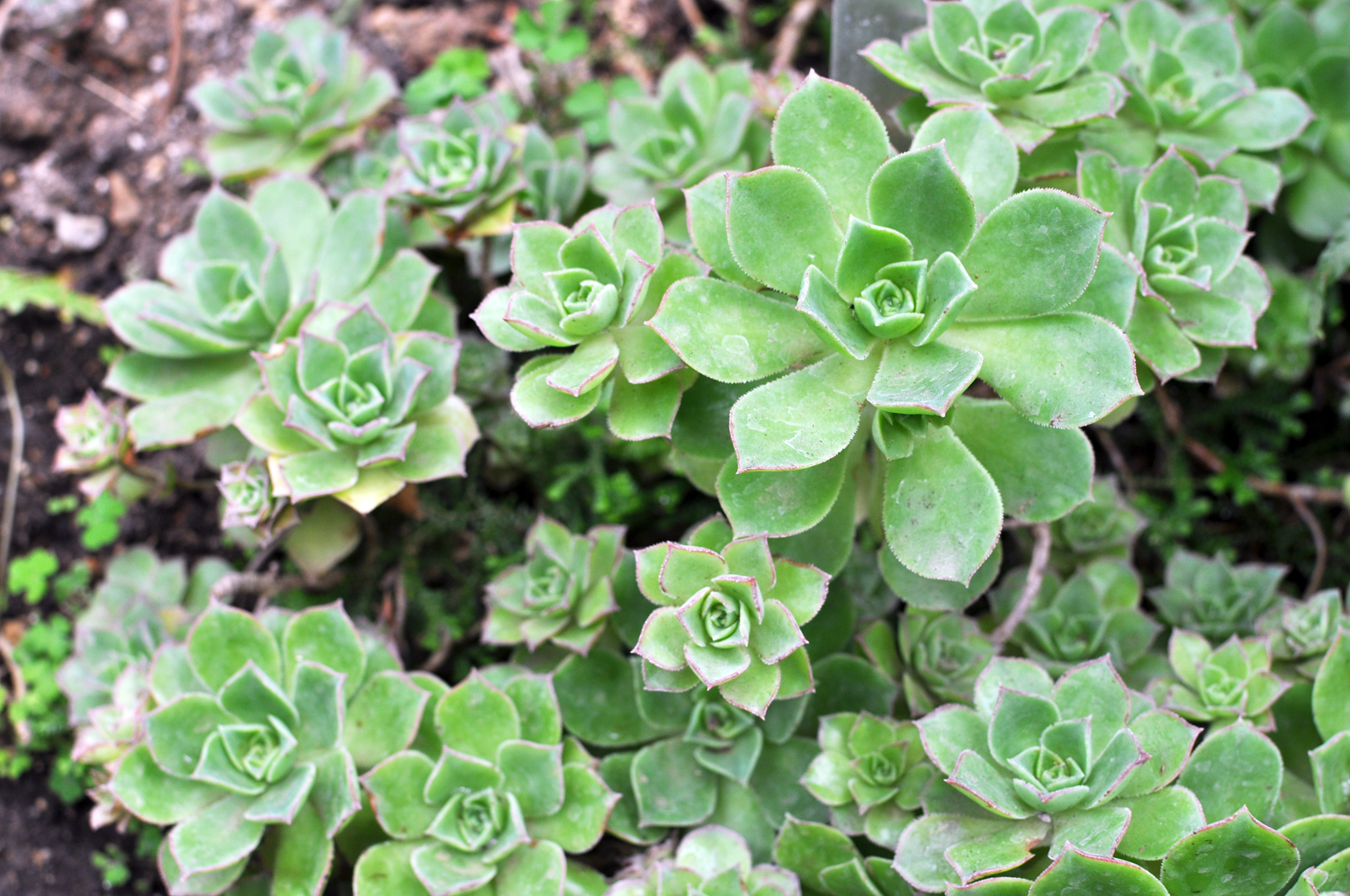
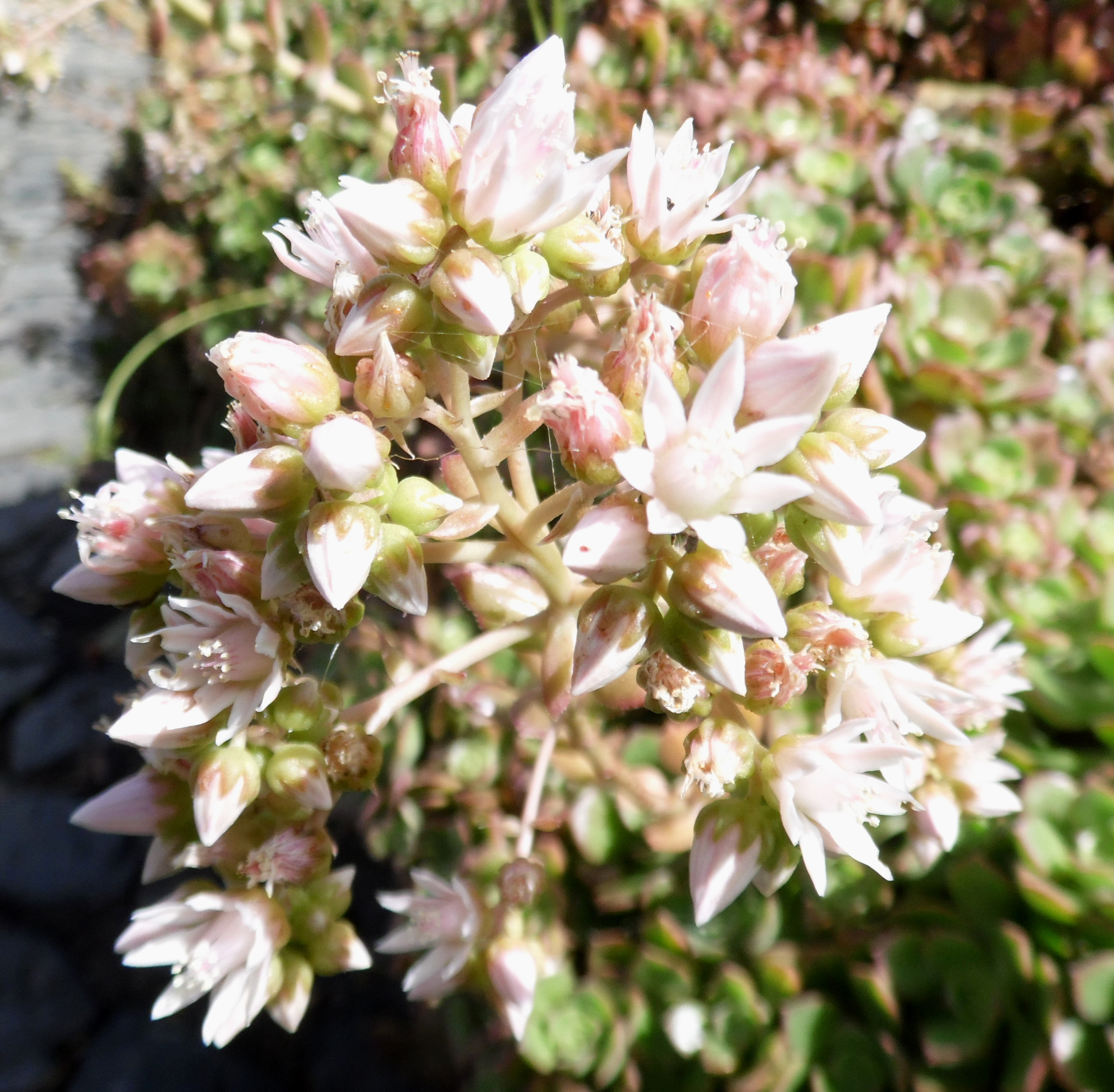
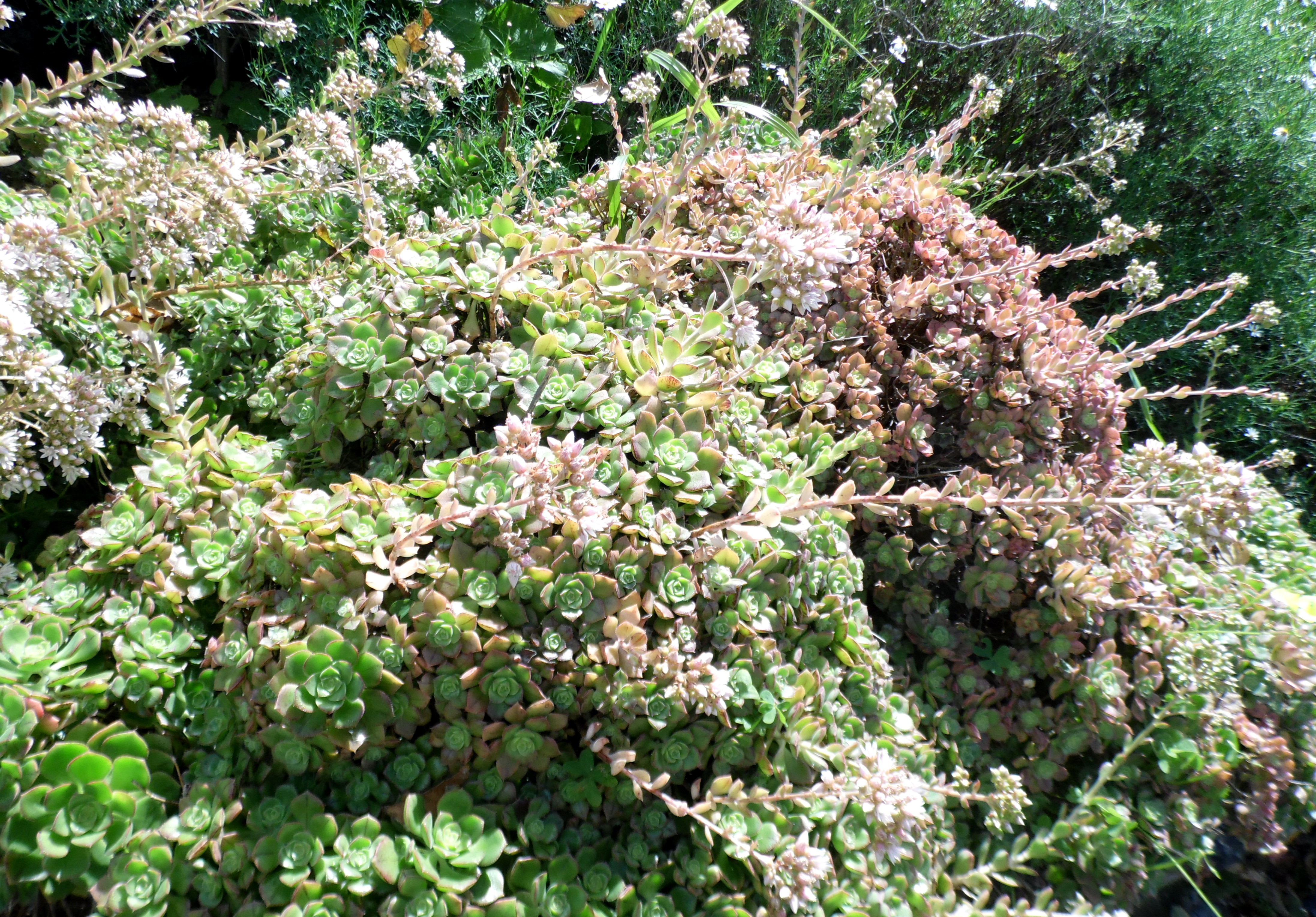
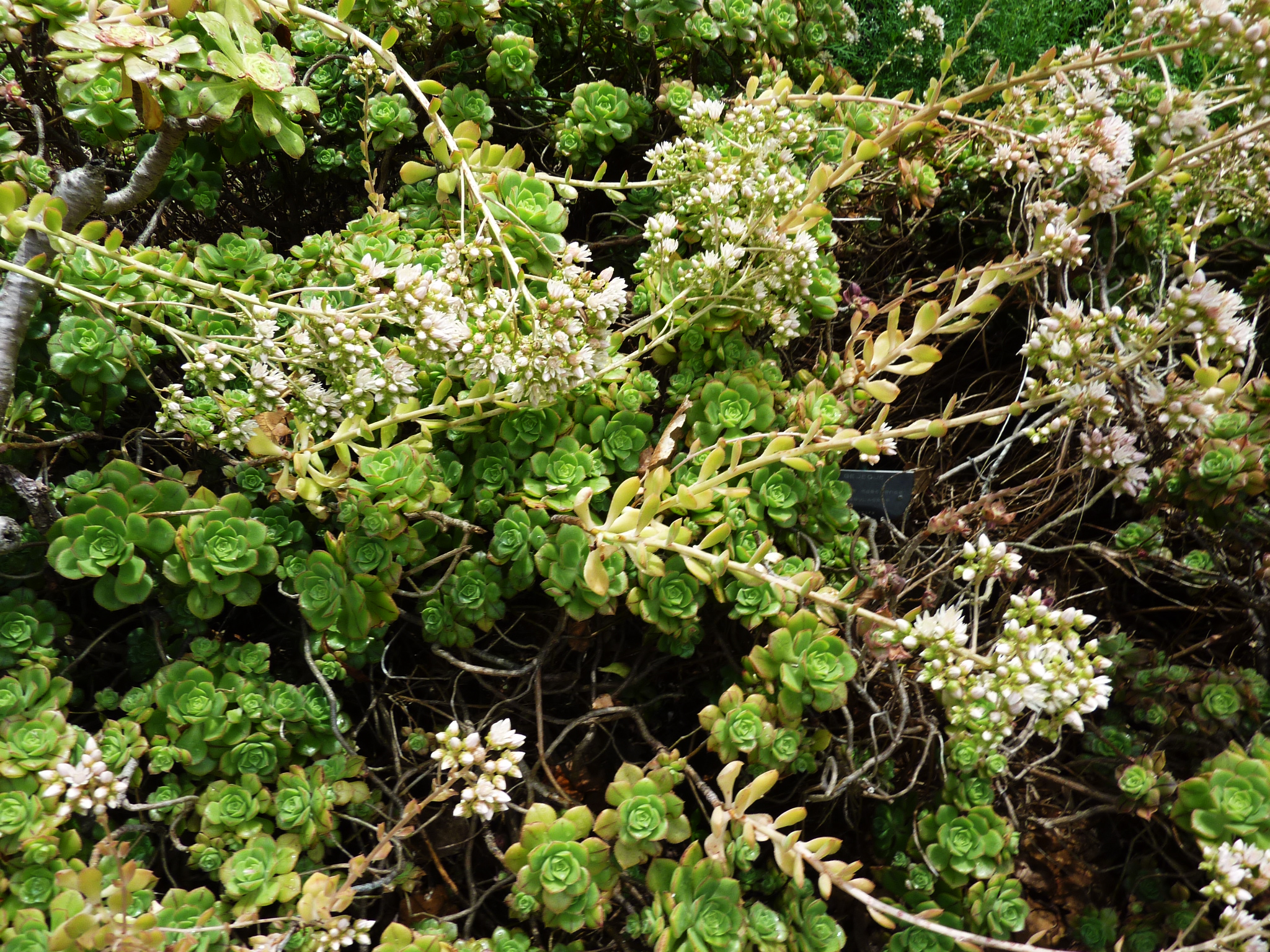